# Comuna Konîșciv, Murovani Kurîlivți
Konîșciv (în ucraineană Конищів) este o comună în raionul Murovani Kurîlivți, regiunea Vinnița, Ucraina, formată din satele Iahidne, Konîșciv (reședința) și Znamenivka.

## Demografie
Componența lingvistică a satului Konîșciv
     Ucraineană (98,88%)
     Rusă (1,12%)
Conform recensământului din 2001, majoritatea populației satului Konîșciv era vorbitoare de ucraineană (98,88%), existând în minoritate și vorbitori de rusă (1,12%).